# Paulo Vogt
Pour les articles homonymes, voir Vogt.
Paulo César Ramos Vogt est un footballeur brésilien né le 7 février 1977 au Brésil. Jouant au poste d'attaquant.

## Clubs successifs
| Saison      | Club             | Pays          | Championnat        | Coupe d'Europe   |
| ----------- | ---------------- | ------------- | ------------------ | ---------------- |
| 2001 - 2002 | FC Baden         | Suisse        | -                  | -                |
| 2002 - 2003 | FC Winterthur    | Suisse        | -                  | -                |
| 2003 - 2004 | FC Vaduz         | Liechtenstein | -                  | 2 matchs / 0 but |
| 2004 - 2005 | FC Lucerne       | Suisse        | -                  | -                |
| 2005 - 2006 | FC Sion          | Suisse        | -                  | -                |
| 2006 - 2007 | Metalurg Donetsk | Ukraine       | -                  | -                |
| 2007 - 2008 | Metalurg Donetsk | Ukraine       | 6 matchs / 1 but   | -                |
| 2008 - 2009 | APEP Pitsilia    | Chypre        | 20 matchs / 4 buts | -                |
| 2009 - 2010 | FC Chiasso       | Suisse        | -                  | -                |
| 2010 - 2011 | FC Solothurn     | Suisse        | -                  | -                |

## Palmarès
- Vainqueur de la Coupe de Suisse 2006 avec le FC Sion.